# Valentín Verga
Valentín Verga (Buenos Aires, 7 de octubre de 1989) es un jugador de hockey sobre césped argentino nacionalizado neerlandés, cuyo actual club es el Ámsterdam. Compite para la selección masculina de hockey sobre césped de los Países Bajos, integrando el plantel que obtuvo la medalla de plata en los Juegos Olímpicos de Londres 2012 tras caer derrotados por la selección de Alemania en la final.
Su padre Alejandro Verga, también disputó hockey sobre césped y fue jugador olímpico para Argentina en los Juegos Olímpicos de Seúl 1988. La crisis económica de 2001 motivó a su familia a mudarse a los Países Bajos, donde su padre consiguió trabajo de entrenador y logró ser becado por la federación de aquel país, ante la negativa de la federación argentina en hacerlo.